# The Woman in Red (album)
The Woman in Red è un album di Stevie Wonder, pubblicato dalla Motown nel 1984. L'album è la colonna sonora del film La signora in rosso diretto da Gene Wilder. Nonostante sia una colonna sonora, progetto marginale rispetto all'opus di Wonder, il disco contiene quello che, probabilmente, è il brano più conosciuto dell'intera carriera dell'artista: I Just Called to Say I Love You.

## Tracce
Testi e musiche di Stevie Wonder
1. The Woman In Red 4:39
2. It's You (con Dionne Warwick) 4:55
3. It's More Than You 3:15
4. I Just Called to Say I Love You (album version) 6:16
5. Love Light in Flight 6:54
6. Moments Aren't Moments (con Dionne Warwick) 4:32
7. Weakness (con Dionne Warwick) 4:13
8. Don't Drive Drunk 6:33

## Classifiche

### Classifiche settimanali
| Classifica (1984/85) | Posizione massima |
| -------------------- | ----------------- |
| Australia            | 4                 |
| Austria              | 2                 |
| Canada               | 4                 |
| Finlandia            | 1                 |
| Francia              | 5                 |
| Germania             | 3                 |
| Giappone             | 5                 |
| Italia               | 1                 |
| Norvegia             | 1                 |
| Nuova Zelanda        | 4                 |
| Paesi Bassi          | 2                 |
| Regno Unito          | 2                 |
| Spagna               | 1                 |
| Stati Uniti          | 4                 |
| Stati Uniti (R&B)    | 1                 |
| Svezia               | 1                 |
| Svizzera             | 2                 |

### Classifiche di fine anno
| Classifica (1984) | Posizione |
| ----------------- | --------- |
| Australia         | 51        |
| Austria           | 24        |
| Canada            | 19        |
| Italia            | 5         |
| Paesi Bassi       | 27        |
| Regno Unito       | 30        |
| Spagna            | 6         |
| Classifica (1985) | Posizione |
| Giappone          | 49        |
| Spagna            | 5         |
| Stati Uniti       | 53        |